# MF Doom
Daniel Dumile (født 13. juli 1971, død 31. oktober 2020), bedre kendt under kunstnernavnet MF Doom (stiliseret i store bogstaver som MF DOOM), var en britisk-amerikansk rapper og producer. Han var især kendt for at bære en metalmaske under optrædener i offentligheden, samt for sin unikke måde at rappe på, hvor især rim og flow havde stor betydning. Han havde som følge af masken et relativt ukendt ansigt blandt den brede befolkning. Masken (og navnet) var stærkt inspireret af Marvel Comics tegneserie-skurken Doctor Doom.

## Karriere

### KMD
Dumile, som på tidspunktet gik under kunstnernavnet Zev Love X, begyndte sin karriere i 1988, da han sammen med sin bror DJ Subroc og Rodan dannede rapgruppen KMD. Rodan blev kort efter erstattet af Onyx the Birthstone Kid, og trioen udgav deres første album Mr. Hood i 1991.
Kort før gruppen skulle udgive deres andet album, blev Dumiles bror, DJ Subroc, dræbt, da han blev ramt af en bil i et forsøg på at krydse en motorvej. Dumile færdiggjorde albummet, men det blev ikke udgivet, da pladeselskabet nægtede at udgive det, da albumcoveret forestillede en sorte sambo-figur som blev hængt. Dumile gik herefter på et længerevarende hiatus fra musik. Albummet, Black Bastards, blev eventuelt udgivet i 2000.

### MF DOOM, Viktor Vaughn og Madvillain
Dumile vendte tilbage til musik i slutningen af 1990'erne, hvor han adopterede kunstnernavnet MF DOOM, og begyndte at dække sit ansigt med metalmasken, som vil blive hans kendetegn. Han udgav sit første album Operation: Doomsday i 1999. Albummet havde begrænset mainstream appel, men etablerede Doom som en figur i underground hiphop-scenen.
Han udgav sit næste album, Take Me To Your Leader, under pseudonymet King Geedorah i 2003. Senere på året udgav han albummet Vaudeville Villain under navnet Viktor Vaughn. Albummet modtog anmelderos.
Doom dannede i 2002 en duo sammen med Madlib under navnet Madvillain, og i 2004 udgav de albummet Madvillainy. Albummet var en stor succes, og er sidenhen blev en kultklassiker indenfor undergrund og alternativ hiphop. Han efterfulgte dette med albummet VV:2, som blev udgivet under Viktor Vaughn navnet. Han afsluttede året med at udgive hans tredje album i 2004, danne gang under MF DOOM-navnet, kaldet Mm..Food.

### Samarbejdesprojekter og senere karriere
Doom indgik i 2005 et samarbejde med DJ'en Danger Mouse under navnet Danger Doom, og de udgav sammen albummet The Mouse and the Mask. Han arbejdede i nogle år herefter hovedsageligt som producer, før han i 2009 vendte tilbage med femte og sidste soloalbum, Born Like This, som blev udgivet under navnet DOOM.
Doom havde i de senere år af sin karriere en række flere samarbejdsalbum. Han udgav i 2012 albummet Key to the Kuffs sammen med Jneiro Jarel under navnet JJ Doom. Dette blev efter efterfulgt af albummet NehruvianDoom sammen med Bishop Nehru under navnet NehruvianDoom i 2014.
Hans sidste to albummer var i samarbejde med Czarface. Det første Czarface Meets Metal Face blev udgivet i 2018, og det andet Super What? blev udgivet posthumt i 2021, nogle måneder efter at Doom døde i oktober 2020, da albummet var blevet færdiggjort før hans død.

## Privat
Daniel Dumile blev født i London, England til en mor fra Trinidad og Tobago og en far fra Zimbabwe. Han flyttede med sin familie til New York City som barn. På trods af, at han boede den store majoritet af sit liv i USA, så fik han aldrig amerikansk statsborgerskab. Dette betød, at han i 2010 blev nægtet af adgang til USA efter en turné i Europa, og at han herefter slog sig ned i England, hvor han stadig holdte statsborgerskab.
Dumile var gift med Jasmine Dumile, som han havde fem børn med. Hans ene søn, King Malachi Ezekiel Dumile, døde i en alder af blot 14 år i december 2017. Rapperen skrev efterfølgende i et opslag på Instagram, at han var "den bedste søn, man kunne forestille sig".
Den 31. december 2020 offentliggjorde MF DOOMs kone på rapperens Instagram-konto, at han var død den 31. oktober 2020, i en alder af blot 49 år.

## Diskografi
Soloalbum
- Operation: Doomsday (1999)
- Take Me to Your Leader (som King Geedorah) (2003)
- Vaudeville Villain (som Viktor Vaughn) (2003)
- VV:2 (som Viktor Vaughn) (2004)
- Mm..Food (2004)
- Born Like This (som DOOM) (2009)

Samarbejdsalbum
- Mr. Hood (som Zev Love X med KMD) (1991)
- Black Bastards (som Zev Love X med KMD) (2000)
- Madvillainy (med Madlib som Madvillain) (2004)
- The Mouse and the Mask (med Danger Mouse som Danger Doom) (2005)
- Key to the Kuffs (med Jneiro Jarel som JJ Doom) (2012)
- NehruvianDOOM (med Bishop Nehru som NehruvianDOOM) (2014)
- Czarface Meets Metal Face (med Czarface) (2018)
- Super What? (Med Czarface) (2021)